# Monako na Letnich Igrzyskach Olimpijskich 1988
Monako na Letnich Igrzyskach Olimpijskich 1988 w Seulu reprezentowało 9 zawodników, ośmiu mężczyzn i jedna kobieta. Po dwóch reprezentantów brało udział w żeglarstwie i judo oraz po jednym w lekkoatletyce, łucznictwie, strzelectwie, szermierce i kolarstwie. Najmłodszym reprezentantem kraju był kolarz szosowy Stéphane Operto (21 lat 307 dni), a najstarszym sprinter Gilbert Bessi (30 lat 77 dni). Nie zdobyto żadnego medalu.
Był to trzynasty start reprezentacji Monako na letnich igrzyskach olimpijskich.

## Judo
Mężczyźni
- Waga do 60 kg[1]

• Gilles Pages – 20. miejsce
- Waga do 86 kg[2]

• Eric-Louis Bessi – 33. miejsce

## Kolarstwo
Mężczyźni
| Konkurencja         | Zawodnik        | Czas    | Czas do zwycięzcy | Miejsce |
| ------------------- | --------------- | ------- | ----------------- | ------- |
| Wyścig indywidualny | Stéphane Operto | 4-46:42 | - 14:20           | 106.    |

## Lekkoatletyka
Mężczyźni
| Konkurencja   | Zawodnik      | Runa eliminacyjna | Runa eliminacyjna | Runda ćwierćfinałowa  | Runda ćwierćfinałowa  | Runda półfinałowa     | Runda półfinałowa     | Runda finałowa        | Runda finałowa        |
| Konkurencja   | Zawodnik      | Czas              | Miejsce           | Czas                  | Miejsce               | Czas                  | Miejsce               | Czas                  | Miejsce               |
| ------------- | ------------- | ----------------- | ----------------- | --------------------- | --------------------- | --------------------- | --------------------- | --------------------- | --------------------- |
| Bieg na 100 m | Gilbert Bessi | 11,55             | 8. w swoim biegu  | → Nie awansował dalej | → Nie awansował dalej | → Nie awansował dalej | → Nie awansował dalej | → Nie awansował dalej | → Nie awansował dalej |

## Łucznictwo
Mężczyźni
| Konkurencja          | Zawodnik      | Runa eliminacyjna | Runa eliminacyjna | Runa eliminacyjna | Runa eliminacyjna | Runa eliminacyjna | Runda I               | Runda I               | Runda I               | Runda I               | Runda I               | Runda ćwierćfinałowa  | Runda ćwierćfinałowa  | Runda ćwierćfinałowa  | Runda ćwierćfinałowa  | Runda ćwierćfinałowa  | Runda półfinałowa     | Runda półfinałowa     | Runda półfinałowa     | Runda półfinałowa     | Runda półfinałowa     | Runda finałowa        | Runda finałowa        | Runda finałowa        | Runda finałowa        | Runda finałowa        | Klasyfikacja końcowa | Klasyfikacja końcowa |
| Konkurencja          | Zawodnik      | 30 m              | 50 m              | 70 m              | 90 m              | Miejsce           | 30 m                  | 50 m                  | 70 m                  | 90 m                  | Miejsce               | 30 m                  | 50 m                  | 70 m                  | 90 m                  | Miejsce               | 30 m                  | 50 m                  | 70 m                  | 90 m                  | Miejsce               | 30 m                  | 50 m                  | 70 m                  | 90 m                  | Miejsce               | Punkty               | Miejsce              |
| -------------------- | ------------- | ----------------- | ----------------- | ----------------- | ----------------- | ----------------- | --------------------- | --------------------- | --------------------- | --------------------- | --------------------- | --------------------- | --------------------- | --------------------- | --------------------- | --------------------- | --------------------- | --------------------- | --------------------- | --------------------- | --------------------- | --------------------- | --------------------- | --------------------- | --------------------- | --------------------- | -------------------- | -------------------- |
| Turniej indywidualny | Gilles Cresto | 330               | 302               | 286               | 262               | 65.               | → Nie awansował dalej | → Nie awansował dalej | → Nie awansował dalej | → Nie awansował dalej | → Nie awansował dalej | → Nie awansował dalej | → Nie awansował dalej | → Nie awansował dalej | → Nie awansował dalej | → Nie awansował dalej | → Nie awansował dalej | → Nie awansował dalej | → Nie awansował dalej | → Nie awansował dalej | → Nie awansował dalej | → Nie awansował dalej | → Nie awansował dalej | → Nie awansował dalej | → Nie awansował dalej | → Nie awansował dalej | 1180                 | 65.                  |

## Strzelectwo
Kobiety
| Konkurencja               | Zawodnik               | Runda eliminacyjna | Runda eliminacyjna | Runda eliminacyjna | Runda eliminacyjna | Runda eliminacyjna | Runda finałowa         | Runda finałowa         | Runda finałowa         | Runda finałowa         | Runda finałowa         | Klasyfikacja końcowa |
| Konkurencja               | Zawodnik               | I runda            | II runda           | III runda          | IV runda           | Wynik              | I runda                | II runda               | III runda              | IV runda               | Wynik                  | Klasyfikacja końcowa |
| ------------------------- | ---------------------- | ------------------ | ------------------ | ------------------ | ------------------ | ------------------ | ---------------------- | ---------------------- | ---------------------- | ---------------------- | ---------------------- | -------------------- |
| Karabin pneumatyczny 10 m | Fabienne Diato-Pasetti | 95                 | 93                 | 94                 | 93                 | 375                | → Nie awansowała dalej | → Nie awansowała dalej | → Nie awansowała dalej | → Nie awansowała dalej | → Nie awansowała dalej | 43. miejsce          |

## Szermierka
Mężczyźni
| Konkurencja          | Zawodnik        | Runda I                                                                                   | Ćwierćfinały          | Półfinały             | Finał                 |
| -------------------- | --------------- | ----------------------------------------------------------------------------------------- | --------------------- | --------------------- | --------------------- |
| Szabla indywidualnie | Olivier Martini | Jean-François Lamour P Jürgen Nolte P Giovanni Scalzo P Tadeusz Piguła P Lee Byeong-nam P | → Nie awansował dalej | → Nie awansował dalej | → Nie awansował dalej |

## Żeglarstwo
Mężczyźni
| Konkurencja | Zawodnik           | Wyścig I | Wyścig I | Wyścig II | Wyścig II | Wyścig III | Wyścig III | Wyścig IV | Wyścig IV | Wyścig V | Wyścig V | Wyścig VI | Wyścig VI | Wyścig VII | Wyścig VII | Klasyfikacja końcowa | Klasyfikacja końcowa |
| Konkurencja | Zawodnik           | Punkty   | Miejsce  | Punkty    | Miejsce   | Punkty     | Miejsce    | Punkty    | Miejsce   | Punkty   | Miejsce  | Punkty    | Miejsce   | Punkty     | Miejsce    | Punkty               | Miejsce              |
| ----------- | ------------------ | -------- | -------- | --------- | --------- | ---------- | ---------- | --------- | --------- | -------- | -------- | --------- | --------- | ---------- | ---------- | -------------------- | -------------------- |
| Division II | Didier Gamerdinger | 45       | 39.      | 38        | 32.       | 32         | 26.        | 36        | 30.       | 52       | DNF      | 39        | 33.       | 38         | 32.        | 280                  | 32.                  |
| Finn        | Philippe Battaglia | 34       | 28.      | 35        | 29.       | 30         | 24.        | 31        | 25.       | 40       | DNF      | 40        | PMS       | 28         | 22.        | 238                  | 30.                  |